# Nazionale maschile di beach soccer della Nigeria
La nazionale di beach soccer della Nigeria rappresenta la Nigeria nelle competizioni internazionali di beach soccer.